# Muhammad Sharif Khan
Muhammad Sharif Khan (* 11. August 1939) ist einer der führenden Herpetologen Pakistans.

## Leben
Khan machte 1960 seinen Bachelor-Abschluss und erwarb 1963 den Master of Science in Zoologie an der University of the Punjab, Lahore. Dafür erhielt er die Sir William Roberts Gold Medal für den ersten Platz in der Abschlussprüfung. 1996 wurde er an der University of the Punjab zum Doktor promoviert.
Von 1963 bis zu seinem Ruhestand im Jahr 1999 war er Lecturer und außerordentlicher Professor für Zoologie am Talim-ul-Islam College sowie Direktor des Herpetologischen Labors in Rabwah (heute Chenab Nagar). Im Jahr 2002 wurde er als Zoologe des Jahres ausgezeichnet. Heute lebt er in den Vereinigten Staaten.
Seine Forschung umfasst die Taxonomie, Entwicklung und Zoogeographie von Amphibien und Reptilien Pakistans und er betrieb Studien über die Nahrungsaufnahme bei Kaulquappen.
Khan ist einer der ersten wissenschaftlich arbeitenden Herpetologen Pakistans. Er begann zu einer Zeit zu forschen, als die Herpetofauna Pakistans kaum studiert war. Sein erster Fachartikel, der auf seiner Masterarbeit Development of Bufo melanostictus based on external morphological criteria basiert, wurde 1965 in der Zeitschrift Biologia Lahore veröffentlicht. Khan bekam daraufhin einen Brief vom deutschen Herpetologen Robert Mertens, in dem dieser bemerkte, dass es sich bei der von ihm erwähnten Art um Bufo stomaticus handelte.
Khan wirkte an verschiedenen Forschungsprojekten des WWF-Pakistan und der Pakistan Science Foundation mit. Als Dozent bildete er mehrere junge Wissenschaftler aus, die seine Forschungstätigkeit weiterführen.
1999 übertrug er seine persönliche Sammlung, die zahlreiche verschiedene Arten von Amphibien und Reptilien umfasst, dem Naturhistorischen Museum der Government College University, Lahore.
Khan entdeckte 34 neue Arten, darunter elf Schlangen, 15 Eidechsen und acht Amphibien. Zu seinen beschriebenen Arten zählen unter anderen Adelophryne patamona, Allopaa barmoachensis, Allopaa hazarensis, Hoplobatrachus litoralis, Altiphylax baturensis, Cyrtodactylus battalensis, Cyrtodactylus dattanensis, Cyrtopodion fortmunroi, Cyrtopodion indusoani, Cyrtopodion kohsulaimanai, Cyrtopodion potoharense, Eumeces indothalensis und Cyrtopodion rohtasfortai. Er hat über 250 Fachartikel in verschiedenen internationalen wissenschaftlichen Zeitschriften veröffentlicht sowie 10 Bücher und Feldführer über Amphibien und Reptilien Pakistans.

## Dedikationsnamen
Khalid J. Baig und Wolfgang Böhme benannten 1996 die Unterart Laudakia pakistanica khani der Pakistanischen Agame zu Ehren von Khan.

## Schriften (Auswahl)
- A field guide to the identification of Herps of Pakistan. Part I: Amphibia. Biological Society of Pakistan, Lahore 1987.
- A field guide to the identification of Herps of Pakistan. Part II: Chelonia, Biological Society of Pakistan, Lahore, 1990.
- سر زمین پا کستا ن کے سا نپ (Snakes of Pakistan). Publication # 276. Urdu Science Board, 299 Upper Mall, Lahore, 1993
- سر ز مین پا کستا ن کے مینڈ ک اور خزندے (Amphibians and reptiles of Pakistan). Publication # 366. Urdu Science board, 299-Upper Mall, Lahore, 2000
- A guide to the snakes of Pakistan. Edition Chimaira, Frankfurt am Main, 2002
- Die Schlangen Pakistans. Edition Chimaira, Frankfurt am Main, 2002
- Amphibians and Reptiles of Pakistan. Krieger Publishing Company, Malabar, Florida, 2006
- Herpetology of Pakistan. Part 1. مینڈک (Frogs). Nia Zamana Publications, Lahore, 2011